# Martin Kuchling
Martin Kuchling, pisatelj, pesnik, kulturnik, * 1970, Celovec

## Življenje
Hodil je na Zvezno gimnazijo za Slovence v Celovcu/Klagenfurt. Nato je zaključil študij primerjalne književnosti in slavistike na celovški univerzi. V tem času je veliko pisal in objavljal v raznih revijah na Koroškem in v Sloveniji, npr. Celovški zvon, Nedelja, Mentor, Razgledi in Nova revija.
Živel je nekaj let v Gradcu, od leta 2006 dalje pa spet v domačih Štriholčah. Dela pri Krščanski kulturni zvezi v Celovcu. Piše liriko in prozo in objavlja v revijah v Avstriji in Sloveniji. Martin Kuchling je dejaven tudi v iniciativi Slovenščina v družini, ki se zavzema za negovanje slovenskega jezika zlasti v mešanih zakonih. 
Udejstvuje se pri raznih prireditvah, ki poskušajo naprej ohranjati in razviti slovenščino na Koroškem in je član ter predsednik v letu 1906 v Velikovcu ustanovljenega Katoliškega izobraževalnega društva Lipa.

#### LIRIKA IN PROZA
- Okamenela sled. Pesmi. Spremna beseda Matjaž Kmecl. Celovec: Drava, 1998. 68 str.
- Iskanje Nataše. Roman. Celovec: Drava, 2000. 159 str.
- Umor v zaspanem mestu.. Roman. Celovec: Mohorjeva, 2009. 224 str.
- Ko se mačke ženijo. Roman. Celovec: Mohorjeva, 2016. 164 str.

#### PREVODI
- Nevis, Ben. Trije ??? in strup po e-pošti. Prevod Martin Kuchling. Celovec-Dunaj: Mohorjeva, 2006. 128 str.

#### IZDAJATELJ
- Slovenščina. Živ jezik v družini in javnosti. Izdal Martin Kuchling. Celovec: Krščanska kulturna zveza, 2015. 112 str.
- Slovenščina in WhatsApp. Od zibelke do družbenih omrežij. Izdal Martin Kuchling. Celovec: Krščanska kulturna zveza, 2016. 79 str.
- Pisani svet na Rebrci. 1979-2019. 40 let Teden mladih umetnikov. Izdala in uredila Martin Kuchling in Sabina Anderwald. Celovec: kkz, 2019. 79 str.
- Slovenščina v družini. Govorimo svoj jezik. Izdal Martin Kuchling. Celovec: Slovenščina v družini, 2019. 120 str.